# Halton-with-Aughton
Halton-with-Aughton is een civil parish in het bestuurlijke gebied Lancaster, in het Engelse graafschap Lancashire met 2277 inwoners. Halton-on-Lune is de dorp in de civil parish met meest inwoners.

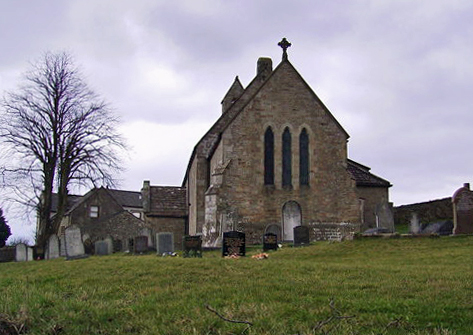
Kerk van St. Saviour